# Dai Biaoyuan
Pour les articles homonymes, voir Dai.
Dai Biaoyuan (chinois traditionnel : 戴表元), né en 1244 dans la province du Zhejiang et mort en 1310, est un poète chinois de la dynastie Yuan.